# Alexandr Lebeděv
Alexandr Jevgeňjevič Lebeděv, rusky Александр Евгеньевич Лебедев, (* 16. prosinec 1959, Moskva) je ruský podnikatel považovaný za jednoho z ruských oligarchů.
V květnu 2008 jej časopis Forbes označil za jednoho z nejbohatších Rusů a celosvětově za 358. nejbohatší osobu. Má mimo jiné třetinový podíl v Aeroflotu a podíl v novinách Novaja gazeta, dále významné podíly v Iljušinu, Sberbanku a Gazpromu. Společně se svým synem vlastní noviny ve Spojeném království: Evening Standard, The Independent a i newspaper.
Je absolventem Státního institutu mezinárodních vztahů v Moskvě, který studoval v letech 1977 až 1982. Pak pracoval ve Výboru státní bezpečnosti (KGB) a posléze v jeho nástupkyni, Službě vnější rozvědky, až do roku 1992.

## Politická kariéra
V roce 2003 kandidoval Lebeděv na starostu Moskvy, ale porazil jej Jurij Lužkov. Lebeděv se nicméně stal poslancem Dumy jako vůdce kandidátky strany Rodina. Později nakrátko přešel do strany Jednotné Rusko, ale když se pak Rodina stala součástí koalice Spravedlivé Rusko, vrátil se do ní.